# Comuna de Wodzisław
Wodzisław (polaco: Gmina Wodzisław) é uma gminy (comuna) na Polónia, na voivodia de Santa Cruz e no condado de Jędrzejowski. A sede do condado é a cidade de Wodzisław.
De acordo com os censos de 2004, a comuna tem 7653 habitantes, com uma densidade 43,3 hab/km².

## Área
Estende-se por uma área de 176,66 km², incluindo:
- área agrícola: 82%
- área florestal: 12%

## Demografia
Dados de 30 de Junho 2004:
|                      | Total   | Total | Mulheres | Mulheres | Homens  | Homens |
| -------------------- | ------- | ----- | -------- | -------- | ------- | ------ |
|                      | pessoas | %     | pessoas  | %        | pessoas | %      |
| População            | 7653    | 100   | 3894     | 50,9     | 3759    | 49,1   |
| Densidade (pop./km²) | 43,3    | 100   | 22       | 22       | 21,3    | 21,3   |

De acordo com dados de 2005, o rendimento médio per capita ascendia a 1525,59 zł.

## Comunas vizinhas
- Działoszyce, Jędrzejów, Kozłów, Książ Wielki, Michałów, Sędziszów